# Horacio Hermoso Araujo
Horacio Hermoso Araujo (Sanlúcar de Barrameda (Cadis), 1900 - Sevilla, 1936) fou un polític republicà andalús, membre d'Izquierda Republicana.

## Biografia
Fill de Fernando Hermoso Amate i d'Adelaida Araujo González. En 1926 es va casar amb Mercedes Serra Cubas, d'aquesta unió van néixer Horacio, en 1927 i Mercedes en 1929. El 26 de febrer de 1936 fou elegit democràticament alcalde de Sevilla, després d'una votació realitzada entre els regidors de la corporació municipal. Va ser afusellat el 29 de setembre del mateix any, igual que els altres 17 regidors de la ciutat, pels militars revoltats dirigits per Queipo de Llano, pocs mesos després de l'inici de la Guerra Civil.
Hermoso era veí en el per llavors recentment creat barri del Tiro de Línea i va accedir a l'alcaldia després de les eleccions legislatives de febrer de 1936, després que el seu company Pascual García Santos cessés als tres dies del càrrec d'alcalde, sent aquest el seu successor i substituint l'anterior alcalde Isacio Contreras Rodríguez. La corporació municipal estava composta per trenta regidors del Front Popular (Izquierda Republicana, 5 regidors; Unió Republicana, 15 regidors; Partit Comunista d'Espanya, 5 regidors; Partit Socialista Obrer Espanyol, 5 regidors), enfront de vint de l'oposició.

## Tasca municipal
En el curt període en què va dirigir l'ajuntament, es va enfrontar a tres problemes fonamentals d'índole local:
- Les greus inundacions de febrer de 1936. Aquestes van ser ocasionades per importants pluges primaverals i la pujada en el nivell del riu Guadalquivir. Els danys més importants es van produir en els barris de l'Alameda de Hércules, Heliópolis, Torreblanca, Amate, Cerro del Águila, Tiro de Línea i Miraflores, on el sanatori psiquiàtric situat allí quedà completament aïllat pel creixement de les aïgües.[2]

La mala situació econòmica conseqüència dels deutes originats per l'Exposició Iberoamericana de Sevilla (1929). En unes declaracions realitzades a Unión Radio Sevilla al març de 1936, va plantejar aquest tema davant tots els sevillans i va suggerir com a possible solució la renovació del contracte establert amb el Banc de Crèdit Local que suposava l'embargament dels ingressos municipals així com l'establiment de negociacions amb l'Estat perquè aquest es fes càrrec del deute que en la seva major part procedia de despeses extraordinàries realitzades durant l'etapa de la dictadura de Primo de Rivera.
- La celebració de la Setmana Santa, ja que diferents interessos intentaren boicotejar-la. Finalment les processions es van poder celebrar vigilades per nombrosos policies per a assegurar l'ordre.

## Homenatge
El 18 de juliol del 2006, amb motiu del 70è aniversari de la seva detenció i posterior afusellament, l'ajuntament de Sevilla acordà col·locar un pergamí com a record i homenatge a la seva figura.